# Sun Wukong
Sun Wukong, znany powszechnie jako Małpi Król (猴王, Hóuwáng) – postać z mitologii chińskiej, bohater wielu różnorodnych legend oraz dzieł literackich i malarskich. Trickster, porywcza i humorzasta postać przeżywająca wiele niezwykłych przygód. Zgodnie z najpopularniejszą wersją mitu narodził się z kamiennego jaja u początku czasu i posiadł liczne nadprzyrodzone moce, dzięki którym stał się nieśmiertelny oraz może przybierać dowolne kształty i postacie. Sun Wukong jest bóstwem szczególnie popularnym na południu Chin, gdzie czci się go pod imieniem Qitian Dasheng (齊天大聖; dosł. Wielki Święty Równy Niebu).
Zdaniem wielu badaczy, m.in. Ji Xianlina, postać Sun Wukonga nie jest rdzennie chińska i powstała w wyniku zaadaptowania hinduskiego Hanumana.
Najbardziej znany obraz Sun Wukonga wywodzi się z eposu Wu Cheng’ena Wędrówka na Zachód. Jest jednym z głównych bohaterów utworu, towarzyszem wyprawy mnicha Xuanzanga do Indii. Wiele razy ratuje go z niebezpiecznych opresji, ale jednocześnie swoimi figlami i psotami sprawia mu nieustanne kłopoty.
Sun Wukong jest bohaterem wielu sztuk opery pekińskiej. Charakterystyczną cechą roli Małpiego Króla są wymyślne akrobacje. Postać Małpiego Króla była inspiracją dla japońskiego mangaki Akiry Toriyamy, przy tworzeniu postaci Son Goku i pierwszych rozdziałów mangi Dragon Ball.